# گروپو کالوو
گروپو کالوو (انگلیسی: Grupo Calvo) شرکت صنایع غذایی اسپانیایی است، که در سال ۱۹۴۰ تأسیس شد.